# Краматорський прикордонний загін
11 прикордонний загін «Форпост» (в/ч 2382) — бригада Державної прикордонної служби України, підпорядкована Східному регіональному управлінню. На даний час бригада є частиною Гвардії Наступу та виконує завдання з відсічі російської збройної агресії на території України в складі Сил безпеки і оборони.

## Історія частини
Розпочав свою діяльність з 30 жовтня 2015 року відповідно до рішення керівництва Адміністрації Державної прикордонної служби України з метою забезпечення більш якісного та ефективного виконання завдань, покладених на органи прикордонної служби.
З 2015  по 2022 роки загін виконував завдання в смузі безпеки вздовж лінії контрольованої території, в межах секторів «Д» та «М» в зоні АТО. Загальна протяжність лінії контрольованої території на ділянці відповідальності, складала 132 км.
Пропуск осіб, транспортних засобів і вантажів здійснювався: на автомобільному транспорті — у визначених дорожніх коридорах: № 2 — КПВВ «Майорське», № 3 — КПВВ «Мар'їнка»;
на залізничних шляхах — на залізничних станціях «Фенольна» та «Бахмут».
З початком російського вторгнення в Україну підрозділи прикордонного загону приймають активну участь в  районах бойових дій на сході України та мужньо протистоять російським агресорам.
7 вересня 2022 року 11 прикордонний загін Державної прикордонної служби України указом Президента України Володимира Зеленського відзначений почесною відзнакою «За мужність та відвагу».

## Структура
До складу загону входять:
- управління
- прикордонні комендатури швидкого реагування: №1 та №2
- відділи прикордонної служби (ВПС): №1, №2 та ВПС (тип С)
- підрозділи забезпечення.

## Командування частини
- полковник Головко Юрій Олексійович
- полковник Цапюк Руслан Валерійович
- полковник Федорчук Анатолій Вікторович
- полковник Цвеліх Павло Володимирович
- полковник Кравчук Генадій Володимирович
- полковник Дейнеко Андрій Васильович
- полковник Цапюк Руслан Валерійович

## Втрати
1. 11 травня 2022 року на Покровському напрямку, що на Донеччині загинув Великий Руслан Володимирович — старший сержант, молодший інспектор прикордонної служби 1 категорії – старший кухар відділення забезпечення протитанкової прикордонної застави прикордонної комендатури швидкого реагування «Новотроїцьке».[4]
2. 23 жовтня 2023 року в районі села Курдюмівка Бахмутського району Донецької області внаслідок мінометного обстрілу загинув Васильєв Олександр Борисович — сержант, інспектор
3. 2 грудня 2023 року в районі села Іванівське Бахмутського району Донецької області загинув 30-річний Кащенко Ростислав Миколайович — сержант, водій.
4. 20 серпня 2024 року в районі населеного пункту Вовчанські Хутори Харківської області внаслідок мінометного обстрілу загинув 35-річний Мартинюк Олександр Вікторович - молодший сержант, інспектор-помічник гранатометника [3]
5. 31 березня 2025 року від поранень, отриманих  12 лютого 2025 року під Вовчанськом, на Харківщині, помер Сергій Коваль[5].